# Ehrengrab
Un Ehrengrab (en français une tombe d'honneur) est une distinction accordée par certaines villes allemandes, autrichiennes et suisses à leurs citoyens pour des mérites ou accomplissements exceptionnels durant leur vie. Si l'entretien de la tombe n'est pas assuré par des descendants ou des organismes spécifiques, la commune ou la ville prend à sa charge la responsabilité et l'entretien de la tombe. De nombreuses tombes d'honneur servent aussi à illustrer l'histoire culturelle de la ville ; ainsi, quand un cimetière  est fermé, les tombes présentant un intérêt historique sont transférées aux frais de la communauté.
Les principes de base qui règlent l'attribution, le financement et la prise en charge des tombes d'honneur sont semblables dans les pays germanophones. Le plus grand nombre de tels sites se trouvent à Berlin et à Vienne.

## Exemples
Berlin

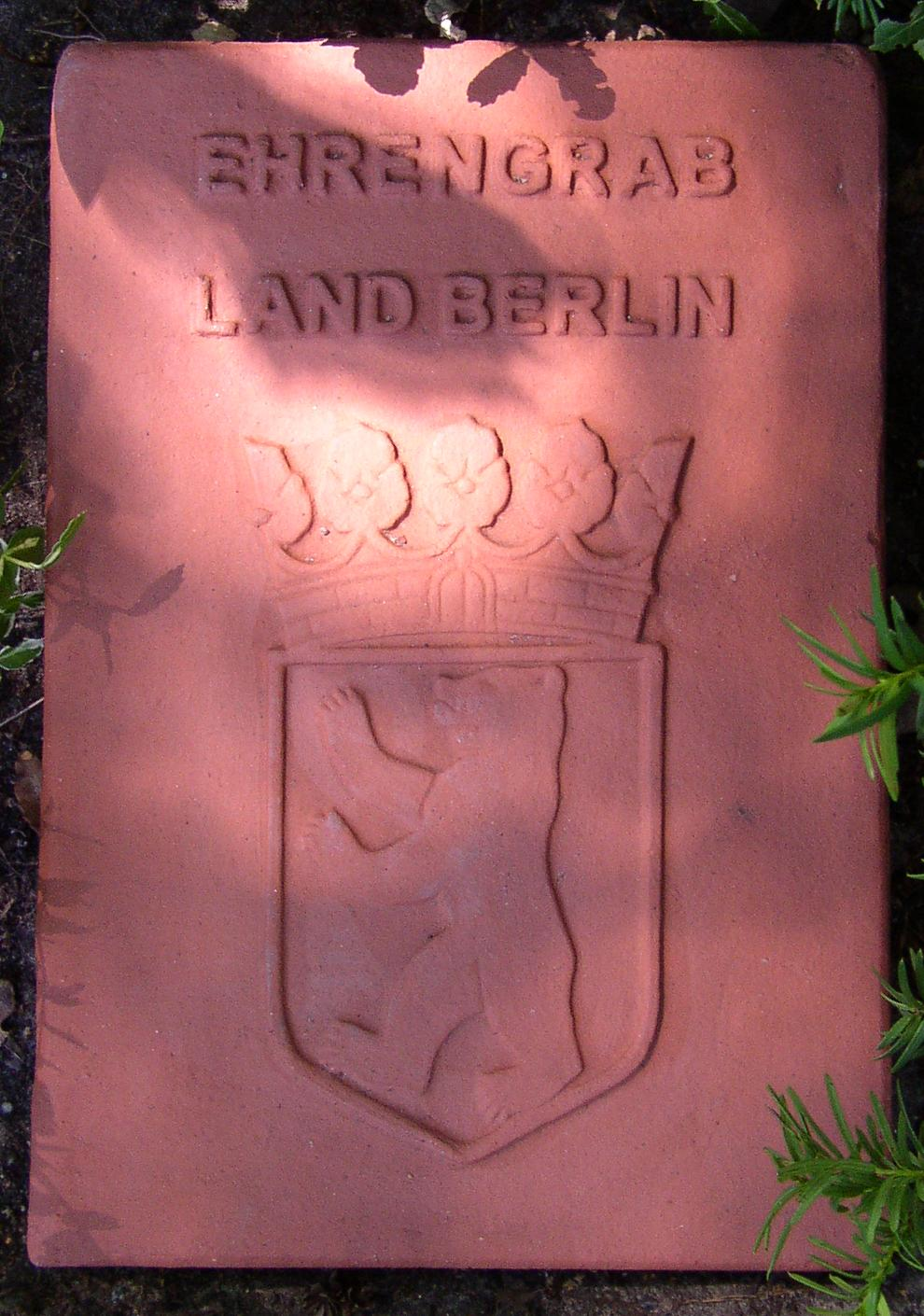
Pierre tombale « Tombe d'honneur » à Berlin.

Les cimetières berlinois, au nombre d'environ 200, contiennent environ 800 tombes d'honneur. Parmi les personnalités qui ont une tombe d'honneur figurent Dietrich Bonhoeffer, Bertolt Brecht, Wilhelm Busch, Hanns Eisler, Theodor Fontane, les frères Jacob et Wilhelm Grimm, Georg Ludwig Hartig, Heinrich von Kleist, Hildegard Knef, Otto Lilienthal, Herbert Marcuse, Felix Mendelssohn, Marg Moll, Helmut Newton, Dorothee Poelchau, Ernst Reuter, Joachim Ringelnatz, Heinrich Zille et Arnold Zweig.
Le cimetière central de Friedrichsfelde contient un monument aux socialistes et des tombes d'honneur, parmi elles celles de Karl Liebknecht  et Rosa Luxemburg.
Vienne
Les tombes d'honneur portent le nom tombes dédiées de la ville de Vienne (Gewidmete Gräber der Stadt Wien (de)), le nom tombe d'honneur étant réservé aux tombes du cimetière central de Vienne. Pour rendre ce cimetière plus attractif, des personnages célèbres comme Ludwig van Beethoven et Franz Schubert ont été exhumés et transférés dans ce cimetière. Des monuments funéraires ont été construits pour d'autres, comme Wolfgang Amadeus Mozart. Plusieurs centaines de tombes d'honneur se trouvent dans les cimetières viennois.
Zurich
La ville de Zurich entretient, près du crématorium de Nordheim, une tombe d'honneur de l'anatomie. Il s'agit d'un tombeau commun pour les personnes qui ont fait don de leur corps à l'institut anatomique de l'université de Zurich pour les besoins de la science et qui ont souhaité que leur urne funéraire y soit entreposée. De telles tombes anatomiques existent dans d'autres villes universitaires de Suisse, d'Allemagne et d'Autriche ; les frais d'entretien sont en général supportés par les institutions responsables.

### Pages connexes
- Cimetière militaire
- Citoyen d'honneur

### Documents
- (de) Liste de tombes d'honneur de Berlin
- (de) Index de personnalités honorées à Berlin
- (de) Tombes d'honneur du cimetière central de Vienne

### Source
- (de) Cet article est partiellement ou en totalité issu de l’article de Wikipédia en allemand intitulé « Ehrengrab » (voir la liste des auteurs).